# Remessarius
Remessarius, ou Nemessarius est un prélat du Haut Moyen Âge, cinquième évêque connu de Nîmes de 633 à 640.